# ブラジル石
ブラジル石（ブラジルせき、brazilianite）は鉱物（リン酸塩鉱物）の一種。化学組成は NaAl3(PO4)2(OH)2、結晶系は単斜晶系。

## 産出地
名前の通り、1942年にブラジル・ミナスジェライス州で初めて発見されたが、当初は金緑石と誤認された。本来は"Brazilite"と名付ける予定だったが、既に命名されていてその鉱物の成分が調査中だった（後にバッデレイ石と判明）したため、一度命名されたものの銀星石と判明して廃止されていた"Brazilianite"が採用された。その後、アメリカ合衆国などで見つかっている。

## 性質・特徴
モース硬度が5.5と低く、完全な劈開があるため、宝石としての加工には向かない。
液体窒素などで極低温にすると退色する。加熱すると200度から300度で無色になる。